# Bucculatrix fusicola
Bucculatrix fusicola är en fjärilsart som beskrevs av Braun 1920. Bucculatrix fusicola ingår i släktet Bucculatrix och familjen kronmalar. Inga underarter finns listade i Catalogue of Life.